# Spädnarv
Spädnarv (Arenaria leptoclados) är en nejlikväxtart som först beskrevs av Ludwig Reichenbach och som fick sitt nu gällande namn av Giovanni Gussone.
Spädnarv ingår i släktet narvar och familjen nejlikväxter. Inga underarter finns listade i Catalogue of Life.

## Bildgalleri

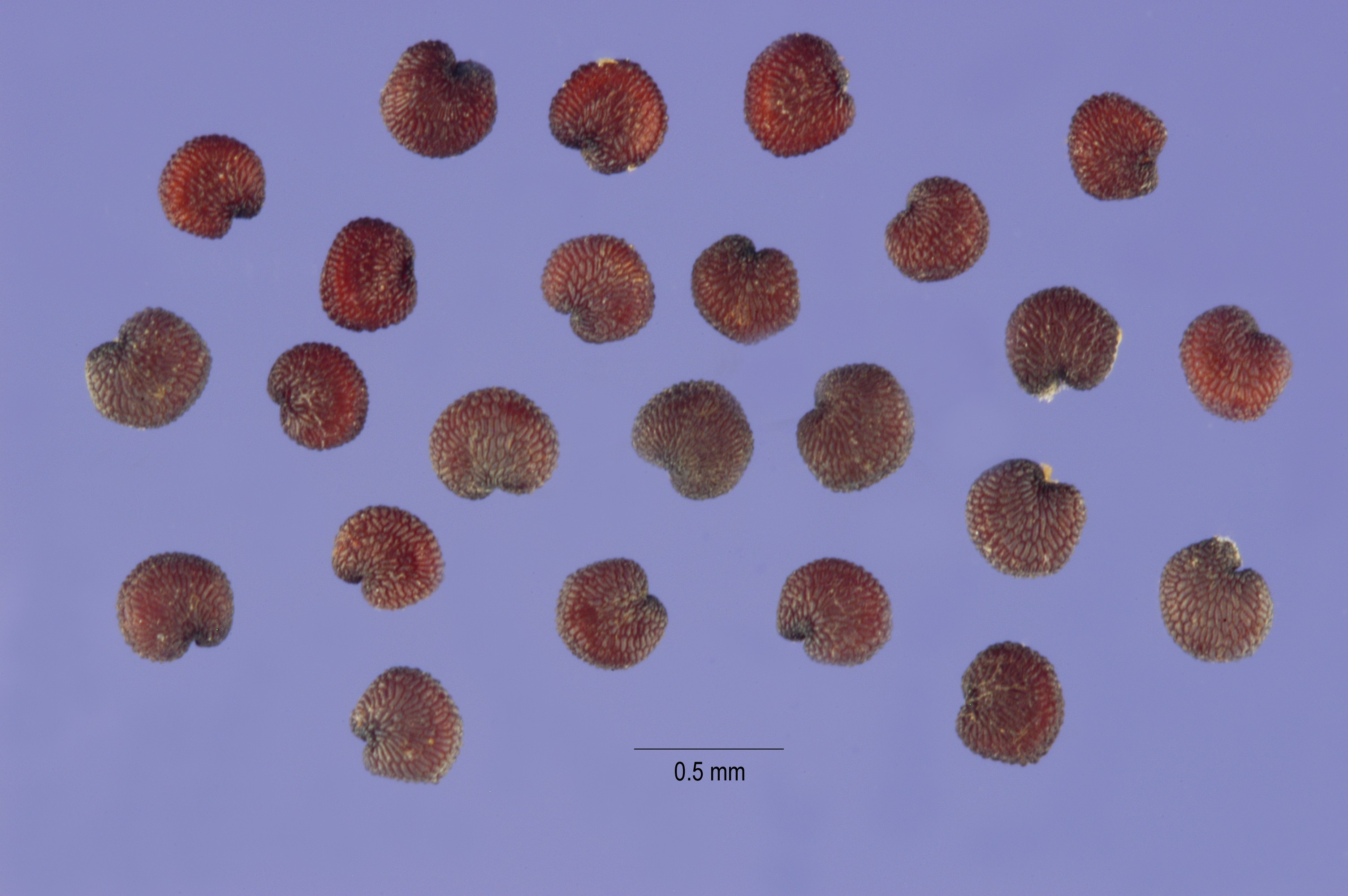